# Авторский знак

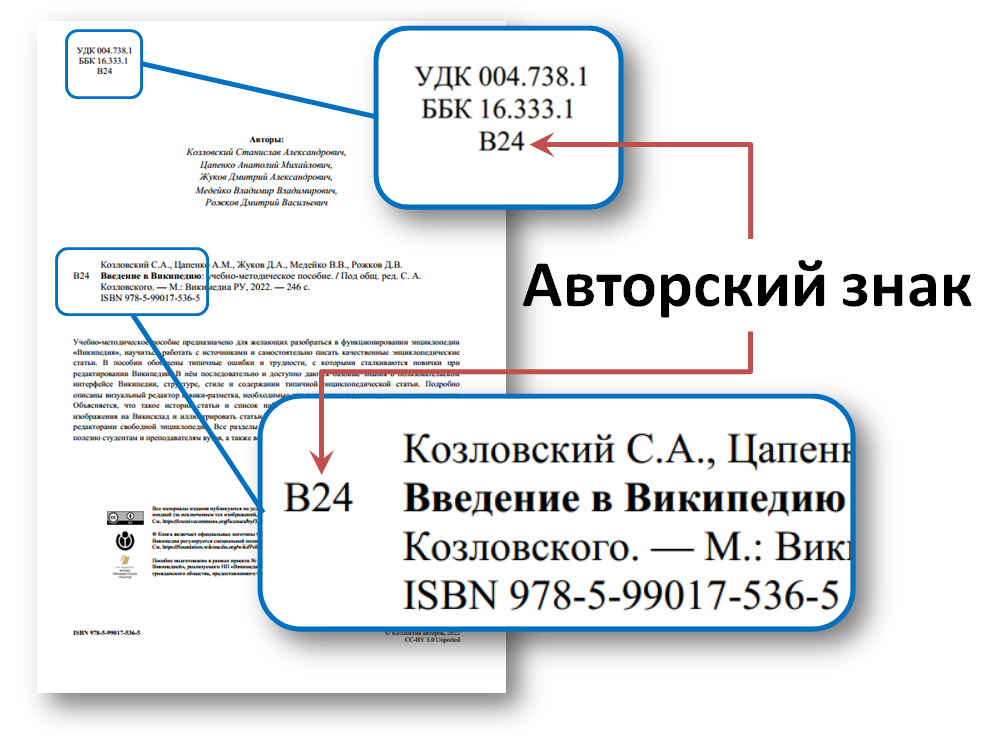
Местоположение авторского знака на обороте титульного листа книги. Так как у книги «Введение в Википедию» более трёх авторов, то авторский знак определяется по первому слову её названия. Для слова «Введение» — это В24

А́вторский знак (алфави́тный знак) — один из основных элементов выходных сведений печатного издания в виде кодированного сокращённого обозначения первого слова библиографической записи (фамилии первого автора книги или её заглавия, если автор не указан или авторов более трёх). Представляет собой заглавную букву первого слова библиографической записи и соответствующего начальному слогу этого слова двух- или трёхзначного числа (значение числа определяется по специальным авторским таблицам). Используется в библиотеках для алфавитной расстановки книг на полках, а также для определения порядка каталожных карточек в алфавитном каталоге.
Введён Л. Б. Хавкиной в 1916 году. Использовался в библиотеках Российской империи и СССР. Продолжает использоваться в библиотеках государств на постсоветском пространстве, в частности, в России, на Украине и др.
Так как авторский знак выводится из таблиц, составленных по методу Каттера (Кеттера), то его ещё иногда называют кеттеровским знаком (англ. Cutter number), хотя формально это не совсем одно и то же (см. ниже). Процесс нахождения и проставления авторского знака называется кеттеризация.

## История

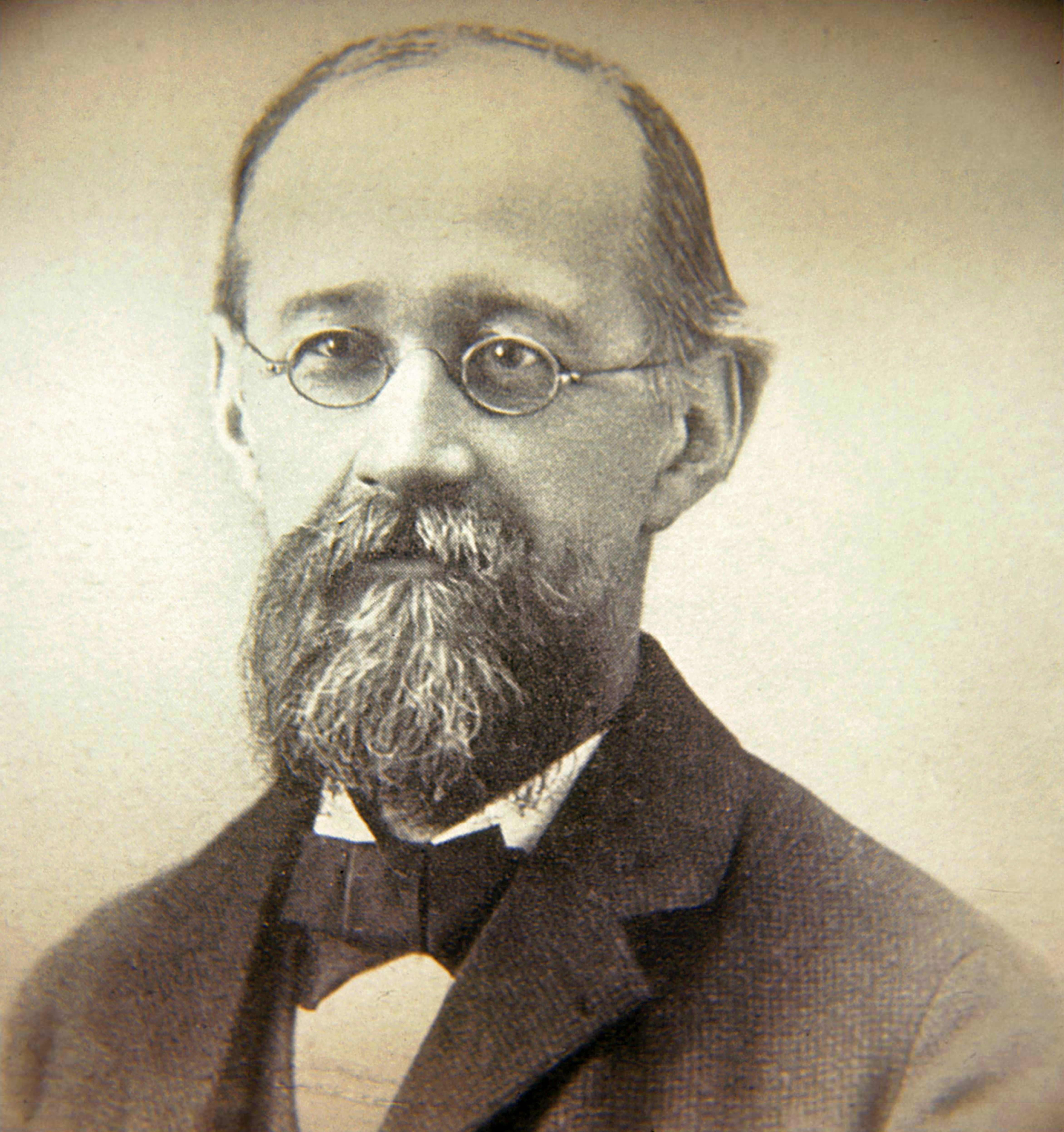
Чарльз Каттер

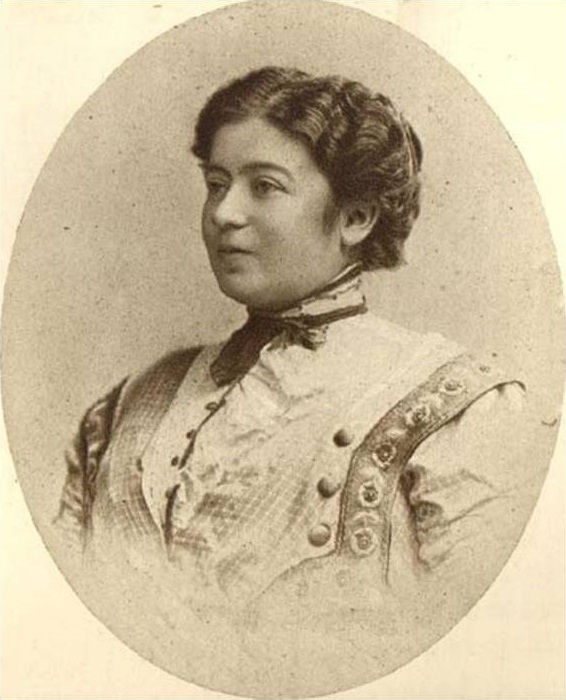
Любовь Хавкина

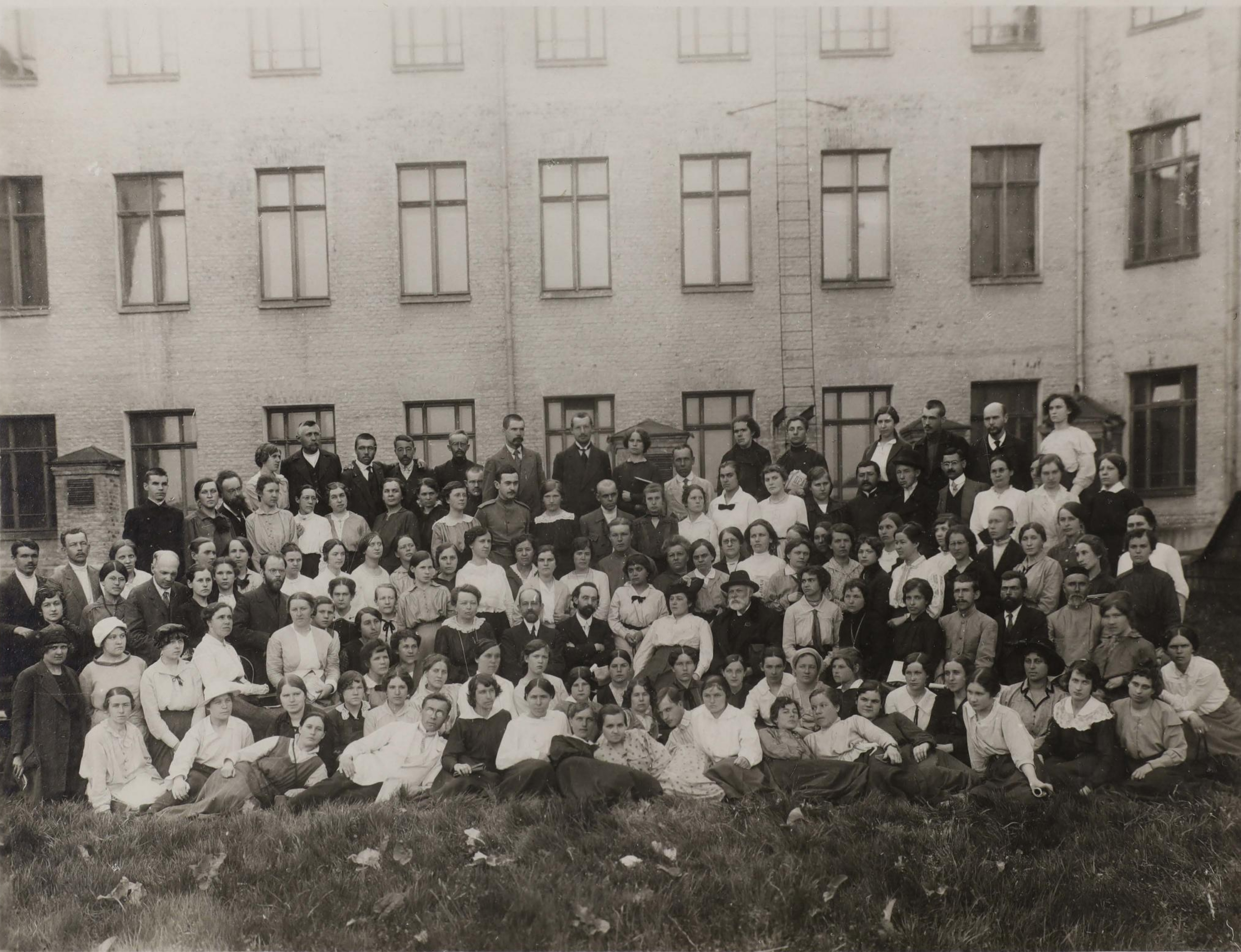
Л. Б. Хавкина и участники библиотечных курсов Народного Университета имени А. Л. Шанявского, 1917 год

В 1882 году американский библиотекарь и библиотековед Чарльз Эми Каттер разработал библиотечно-библиографическую классификацию, в соответствии с которой каждой книге присваивается буквенно-цифровой код. Частью классификации Каттера была система авторских знаков, созданная для сортировки книг одной тематики по алфавиту. В библиотеках США в начале XX века практиковалась десятичная классификация Дьюи, которая комбинировалась с обозначениями Каттера.
В 1914 году США посетила российский библиотековед Л. Б. Хавкина. По её словам, осмотрев более шестидесяти библиотек, она «была изумлена тем, что Кёттеровские таблицы применяются в библиотеках самых разнообразных типов (и в библиотеке Колумбийского университета с 900 тыс. томов, и в маленькой сельской библиотеке) и что практическое приложение их чрезвычайно просто».
Вернувшись в Россию, Л. Б. Хавкина организовала в 1915 году при курсах по библиотечному делу Московского Городского Народного Университета имени А. Л. Шанявского «показательную» библиотеку, в которой принцип расстановки книг был скопирован с Нью-Йоркской публичной библиотеки, чтобы на этом примере библиотекари могли ознакомиться с приёмами, принятыми в США. Для применения авторских таблиц Каттера для русскоязычных книг Л. Б. Хавкиной пришлось переработать их в соответствии с русскими сочетаниями слогов. Существенный недостаток таблиц Каттера состоял в том, что Каттер выделил гласные буквы в особую группу, нарушив тем самым алфавитный порядок. Американские библиотекари посоветовали Хавкиной, что если понадобятся авторские таблицы для русского языка, то их надо составлять по единому плану без разделения на гласные и согласные. Хавкина приняла этот совет, а также внесла и ряд других корректив.
Вскоре после демонстрации новой классификации в «показательной» библиотеке курсов такой подход начал завоёвывать популярность в России. Её применили некоторые московские, самарские, нижегородские, красноярские, азовские, харьковские, орские, челябинские, орловские, вятские и др. библиотеки Российской империи, а сами библиотекари остались удовлетворены полученными результатами.
В 1916 году Л. Б. Хавкина издала брошюру «Авторские таблицы Кёттера в переработке для русских библиотек», которая выдержала множество переизданий и доработок. Впоследствии двузначные таблицы Хавкиной стали стандартом для советских библиотек. После того как доработка двузначных таблиц была принципиально сделана, Хавкина приступила к разработке трёхзначных таблиц, предназначенных для больших библиотек, первое издание которых вышло в 1932 году.
После смерти Л. Б. Хавкиной в 1949 году авторские таблицы продолжили дорабатываться и переиздаваться под её именем; редактором таблиц и автором доработанных правил выступил ученик Л. Б. Хавкиной Ю. В. Григорьев (1899—1973). После смерти Григорьева редактором таблиц и автором доработанных правил их применения стал уже его ученик — Ю. Н. Столяров (род. 1938).

## Авторские таблицы
Авторские таблицы — специальная таблица, по которой определяется авторский знак. Название «авторские таблицы» критиковалось, так как таблица одна, а не несколько, а «авторскими» являются знаки, а не таблицы, поэтому в поздних изданиях она иногда называется «таблица авторских знаков».
Для книг на русском языке разработаны таблицы Л. Б. Хавкиной (1916), В. Богатырёва (1920), А. и М. Артюшковых (1926), Ю. В. Григорьева (1940) и др. Таблицы Богатырёва и Артюшковых слабо отличались от таблиц Хавкиной и распространения не получили. Таблицы Григорьева были основаны на методе датского библиотековеда Т. Дёссинга и опубликованы не были, но, по словам самого Ю. В. Григорьева, были предназначены для очень больших библиотек с фондами более 100 тысяч томов, и ограниченно использовались на практике в двух библиотеках: для расстановки подсобных фондов Библиотеки имени В. И. Ленина и основного фонда библиотеки Саратовского университета. Григорьев в 1939 году в печати критиковал таблицы Хавкиной, предлагая свою систему, но из-за необходимости перешифровки фондов библиотек перехода на таблицы Григорьева не произошло. Сама же Л. Б. Хавкина, в ответ на критику Григорьева сообщала, что таблицы Дёссинга ни в одной стране, кроме Дании, не используются и «возвеличивание Григорьевым» этих таблиц, «которые без всякой даже минимальной проверки на практике он рекомендует как образец „высшего качества“, представляет недоразумение».
В практике библиотек для расстановки книг на русском языке использовались и продолжают использоваться исключительно таблицы Хавкиной. На основе русскоязычных таблиц Хавкиной были разработаны авторские таблицы для других языков:
- азербайджанского (М. Г. Рзакулизаде);
- армянского (А. Бабаян);
- башкирского (М. Амиров);
- белорусского (Л. Б. Хавкина);
- грузинского (Т. Мачавариани, Т. Тотибадзе и Е. Хабурзания);
- идиша (А. и А. Розенталь);
- казахского (З. Ескендиров и У. Джингильбаев);
- киргизского (Т. Б. Данияров);
- латышского (Б. Цауне);
- литовского (В. Кисинене);
- польского (В. Миллер);
- татарского (С. Тагирова);
- узбекского (А. Агеев и М. Латыпова);
- украинского (Л. Б. Хавкина);
- эстонского (Суни);
- для языков на латинице (Л. Б. Хавкина).

### Таблицы Л. Б. Хавкиной для русского языка

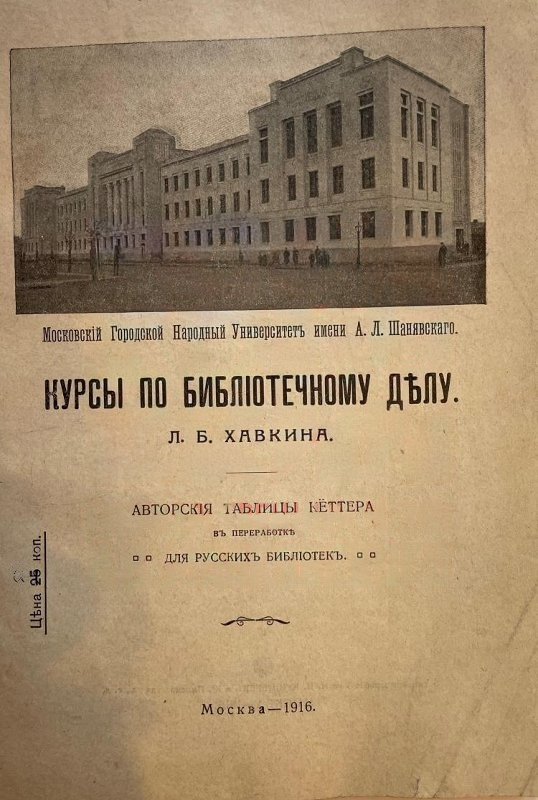
Первое издание авторских таблиц Хавкиной, 1916 год

Таблицы Л. Б. Хавкиной для русского языка созданы в двух вариантах: двузначном (для небольших библиотек) и трёхзначном (для крупных библиотек). Причём трёхзначные таблицы имеют обратную совместимость с двузначными. Так, трёхзначные таблицы построены на основе двузначных путём деления каждого двузначного авторского знака. Соответственно, при необходимости любые двузначные авторские знаки можно преобразовать в трёхзначные, трёхзначные - в четырёхзначные и т. д. В выходных сведениях изданий издательства указывают авторский знак по двухзначным таблицам.
Суть метода авторских таблиц заключается в том, что наиболее часто встречающиеся начальные слоги первого слова библиографической записи (фамилии первого автора книги или её заглавия, если автор не указан или авторов более трёх) расположены в алфавитном порядке и каждому из них в пределах каждой начальной буквы присвоен свой порядковый номер от 11 до 99 (в двухзначной таблице) и от 11 до 999 (в трёхзначной таблице).
В целях удобства пользования и экономии места соседние буквы алфавита сгруппированы по две (А и Б, В и Г и т. д.), и столбец цифр равно относится к каждому образуемому ими буквосочетанию. Пример трехзначной таблицы (полужирным выделена двухзначная часть):
| Аа   | 12  | Ба    |
| Аак  | 121 | Бабан |
| Аал  | 122 | Бабая |
| Аам  | 123 | Бабе  |
| Аан  | 124 | Бабен |
| Аап  | 125 | Баби  |
| Аар  | 126 | Бабк  |
| Ааро | 127 | Бабо  |
| Аах  | 128 | Бабс  |
| Ааш  | 129 | Бабу  |
| Аб   | 13  | Бав   |
| Абаз | 131 | Бавар |

Например, фамилия «Ааронов» закодируется по трехзначной таблице как А127, а фамилия «Бабочкин» - как Б127. Если в таблицах нет слога, совпадающего с началом фамилии или заглавия, то авторский знак дается по ближайшему предшествующему слогу. Например, фамилия «Бабриков», находящаяся по алфавиту между «Бабо» (Б127) и «Бабс» (Б128), должна быть закодирована как Б127. В двухзначном варианте «Ааронов» и «Аахов» закодируются как А12, а «Бабель», «Бабочкин», «Бабриков» и «Бабурин» - как Б12.

#### Написание авторского знака
Буква и цифры в авторском знаке пишутся слитно. Исключение составляют буквы З, О и Ч, которые можно спутать с цифрами (3, 0 и 4); в этом случае между буквой и цифрой ставится дефис (З-121, О-15, Ч-113).

#### Детализированные авторские знаки
В связи с тем, что издания с одинаковыми первыми словами библиографической записи (книги однофамильцев) получают одинаковые авторские знаки, для сортировки таких изданий на полках возможно использовать детализированные авторские знаки. От издания к изданию правила их простановки постоянно менялись, отменялись одни принципы, появлялись новые. Единой логики в их простановке нет. При жизни Л. Б. Хавкиной правила простановки детализированных знаком с каждым изданием таблиц лишь усложнялись. Так, в 3-м издании трёхзначных таблиц (1940 год) правила предусматривали отражение в шифре множества деталей (порядковый номер издания, дата созыва съезда или конференции, двойные фамилии и др.), регламентировалось применение «двойных знаков», четвёртых цифр, нуля и др. После смерти Хавкиной, в последующих изданиях таблиц, данные способы детализации постепенно отменялись, а сами правила делались всё проще и проще. В целом, в настоящее время базовые принципы следующие:
- если требуется разделить издания авторов-однофамильцев, то после кода авторского знака указываются одна или две буквы их инициалов. Например, писатели А. Н. Островский и Н. А. Островский имеют общий авторский знак О-77. Чтобы отделить книги одного автора от другого, им можно присвоить знаки О-77А и О-77Н. Если и инициалы у авторов совпадают, то используют какой-либо иной дополнительный знак, который позволяет различить таких авторов. Например, Александр Дюма-отец и Александр Дюма-сын получат, соответственно, знаки Д96-О и Д96С;
- если требуется разделить на полке разные произведения одного автора, то после авторского знака добавляют строчные буквы, кодирующие эти произведения. Например, кодами Г58м и Г58р можно закодировать, если это действительно необходимо, «Мёртвые души» и «Ревизор» Н. В. Гоголя.

По сути указание детализаций во многом оставлено на усмотрение библиотекаря. В целом в правилах уже с 1954 года рекомендуется не увлекаться детализацией авторских знаков, а метить ярлыками сами тома.

#### Персональные авторские знаки

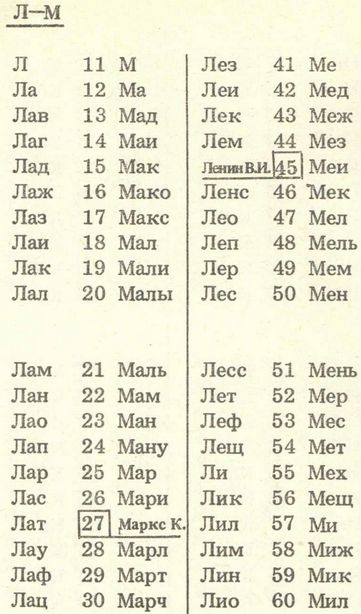
Пример выделения персональных авторских знаков К. Маркса и В. И. Ленина в таблицах Хавкиной (24-е изд., 1986)

В таблицах Хавкиной использовались «персональные авторские знаки», то есть знаки, закреплённые за конкретными авторами, которые не могли быть присвоены никаким другим авторам, даже их полным тёзкам:
- Ленин В. И. — Л45;
- Маркс К. — М27;
- Сталин И. В. — С76;
- Толстой Л. Н. — Т53;
- Энгельс Ф. — Э76.

Также существовал персональный авторский знак для документов КПСС — К77. После разоблачения культа личности И. В. Сталина авторский знак С76 перестал быть персональным знаком для Сталина, но остался персональным для изданий, название которых начиналось с «СССР».
Персональные знаки в авторских таблицах выделялись чёрной рамкой, а имя «владельца» знака подчёркивалось чёрной линией.
В 1992 году, после распада СССР, а также в связи с тем, что персональные авторские знаки усложняли классификацию и автоматизированный поиск, в 25-м издании таблиц они были упразднены. Данные номера стали использоваться для слогов: К77 — «Кпс», Л45 — «Лени», М27 — «Марк», С76 — «Ссср», Т53 — «Толстой», Э76 — «Эре».
Однако уже в 1993 году в 7-м издании трёхзначных таблиц Хавкиной в предисловии сказано, что хотя формально персональные авторские знаки и упразднены и даже «само это понятие из профессионального лексикона исключено», но фактически они возвращены в таблицы (без специального выделения), «чтобы не нарушать алфавитный ряд». Таким образом, персональные авторские знаки К77, Л45, М27, С76, Т53 и Э76 (соответственно, для КПСС, В. И. Ленина, К. Маркса, СССР, Л. Н. Толстого и Ф. Энгельса) были фактически введены вновь. Согласно новым правилам, в случае, если на такой знак «придётся фамилия автора-однофамильца или автора, фамилия которого начинается с тех же букв», то к авторскому знаку обязательно добавляют инициал имени автора (а если есть необходимость, то и инициал его отчества). Например:
- Толстой А. К. — Т52;
- Толстой А. Н. — Т52;
- Толстой Л. Н. (классик) — Т53;
- Толстой Л. Н. (не классик, но его полный тёзка) — Т53Л;
- Толстой П. О. — Т53П.

## Расположение авторского знака

Оборот титульного листа книги. Двухзначный авторский знак указывается дважды: в верхнем левом углу и слева от макета аннотированной карточки

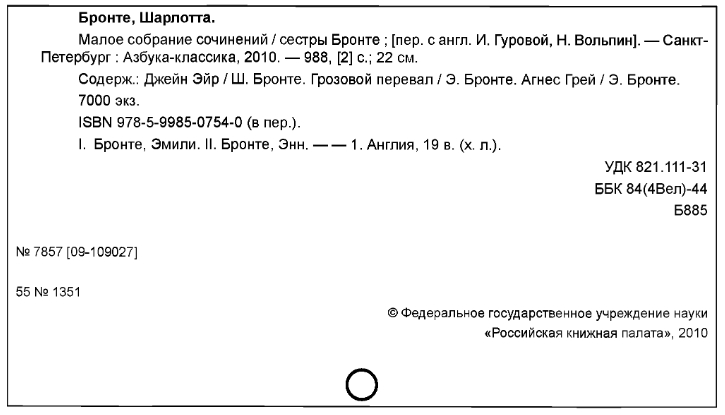
Каталожная карточка. Трёхзначный авторский знак указывается в правом нижнем углу

### В печатном издании
В печатном издании двузначный авторский знак указывается на обороте титульного листа в двух местах — в левом верхнем углу и перед второй строкой библиографической записи.
В левом верхнем углу
В соответствии с приказом Министра культуры СССР № 593 от 10 октября 1959 года «О состоянии и мерах улучшения библиотечного дела» издательства «в целях оказания помощи библиотекам» стали обязаны проставлять классификационный индекс и авторский знак непосредственно на выпускаемых книгах. Позже расположение авторского знака в печатном издании в СССР было закреплено ГОСТ 7.4-77 «Система информационно-библиографической документации. Выходные сведения в издательской продукции» и ГОСТ 7.4-86 «Система стандартов по информации, библиотечному и издательскому делу. Издания. Выходные сведения». В настоящее время в России положение авторского знака определяет ГОСТ 7.0.4-2020 «Система стандартов по информации, библиотечному и издательскому делу. Издания. Выходные сведения. Общие требования и правила оформления», на Украине — ДСТУ 4861:2007 «Информация и документация. Издания. Выходные сведения».
Для книжных изданий это — верхний левый угол оборота титульного листа — под первой цифрой индекса ББК. Классификационные индексы УДК, ББК и авторский знак образуют шифр хранения издания:
- УДК 665.53 — классификационный индекс УДК;
- ББК 76.17 — классификационный индекс ББК;
- Т99 — авторский знак.

В изданиях, предназначенных для зарубежного читателя, авторский знак не приводят.
Перед второй строкой библиографической записи
Согласно ГОСТ 7.0.4-2020, на обороте титульного листа издания может быть также приведён макет аннотированной каталожной карточки. Согласно ГОСТ 7.0.13-2011, обязательным элементом макета аннотированной каталожной карточки в издании является двузначный авторский знак. Его определяют по таблицам авторских знаков Л. Б. Хавкиной и располагают на левом поле перед второй строкой библиографической записи.
Согласно ГОСТ 7.0.13-2011, двузначные авторские знаки на обороте титульного листа печатных изданий должны определяться по 7-му изданию таблиц Хавкиной 1993 года издания.

### В каталожной карточке
Согласно ГОСТ 7.0.13-2011, карточка для каталогов и картотек должна содержать трёхзначный авторский знак. Трёхзначный авторский знак определяют по 7-му изданию (1993) таблиц авторских знаков Л. Б. Хавкиной и располагают под первой цифрой индекса ББК в правом нижнем углу карточки на книги.

## Издания русскоязычных авторских таблиц Хавкиной

### Двузначные таблицы
| Номер издания | Год издания | Название                                                                                                  | Город, издательство                                                           | Примечание                                         |
| ------------- | ----------- | --- | ----------------------------------------------------------------------------- | -------------------------------------------------- |
| 1             | 1916        | Авторскiя таблицы Кёттера въ переработкѣ для русскихъ библиотекъ                                          | М.: Изд-во Московского городского народного университета им. А. Л. Шанявского |                                                    |
| 2             | 1918        | Авторскiя таблицы Кёттера въ переработкѣ для русскихъ библиотекъ                                          | М.: Изд-во Московского городского народного университета им. А. Л. Шанявского |                                                    |
| 3             | 1918        | Авторскiя таблицы Кёттера въ переработкѣ для русскихъ библиотекъ                                          | М.: Изд-во Московского городского народного университета им. А. Л. Шанявского |                                                    |
| 4             | 1920        | Авторские таблицы Кёттера в переработке для русских библиотек                                             | Пермь: Библиотечная секция Пермского Губернского Отдела Народного Образования |                                                    |
| 5             | 1924        | Авторские таблицы Кеттера, в переработке для русских библиотек                                            | М.: ГИЗ                                                                       |                                                    |
| 6             | 1926        | Авторские таблицы Кеттера в переработке для русских библиотек                                             | М.: «Работник просвещения»                                                    |                                                    |
| 7             | 1927        | Авторские таблицы Кёттера. В переработке для русских библиотек                                            | М.: «Работник просвещения»                                                    |                                                    |
| 8             | 1928        | Авторские таблицы Кеттера в переработке для русских библиотек                                             | М.                                                                            |                                                    |
| 9             | 1930        | Авторские таблицы Кеттера в переработке для русских библиотек                                             | М.: ГИЗ                                                                       |                                                    |
| 10            | 1931        | Авторские таблицы Кеттера в переработке для русских библиотек                                             | М.; Л.: Соцэкгиз                                                              |                                                    |
| 11            | 1935        | Авторские таблицы по методу Кеттера (двухзначные)                                                         | М.: Учпедгиз                                                                  |                                                    |
| 12            | 1938        | Авторские таблицы по методу Кеттера (двухзначные)                                                         | М.: Наркомпрос РСФСР, НИИ библиотековедения и рекомендательной библиографии.  |                                                    |
| 13            | 1939        | Авторские таблицы по методу Кеттера (двухзначные)                                                         | М.: Наркомпрос РСФСР, НИИ библиотековедения и рекомендательной библиографии.  |                                                    |
| 14            | 1942        | Авторские таблицы по методу Кеттера (двухзначные)                                                         | М., Государственное библиотечно-библиографическое издательство                |                                                    |
| 15            | 1945        | Авторские таблицы по методу Кеттера (двухзначные)                                                         | М.: Государственное библиотечно-библиографическое издательство                |                                                    |
| 16            | 1948        | Авторские таблицы (двухзначные): пособие для алфавитно-порядковой расстановки библиотечных книг на полках | М.: Госкультпросветиздат                                                      |                                                    |
| 17            | 1951        | Авторские таблицы двухзначные                                                                             | М.: Госкультпросветиздат                                                      | Под ред. Ю. В. Григорьева                          |
| 18            | 1953        | Авторские таблицы. Двухзначные. Пособие для алфавитной расстановки книг в библиотеках.                    | М.: Госкультпросветиздат                                                      | Под ред. Ю. В. Григорьева                          |
| 19            | 1955        | Авторские таблицы. Двухзначные. Пособие для алфавитной расстановки книг в библиотеках.                    | М.: Госкультпросветиздат                                                      | Под ред. Ю. В. Григорьева                          |
| 20            | 1957        | Авторские таблицы двухзначные. Пособие для алфавитной расстановки книг в библиотека                       | М.: «Советская Россия»                                                        | Под ред. Ю. В. Григорьева                          |
| 21            | 1963        | Авторские таблицы. Двухзначные. Пособие для алфавитной расстановки книг в библиотеках.                    | М.: «Советская Россия»                                                        | Под ред. Ю. В. Григорьева                          |
| 22            | 1969        | Авторские таблицы. Двузначные. Пособие для алфавитной расстановки книг в библиотеках                      | М.: «Книга»                                                                   | Под ред. Ю. В. Григорьева                          |
| 23            | 1979        | Авторские таблицы. Двузначные                                                                             | М.: «Книга»                                                                   |                                                    |
| 24            | 1986        | Авторские таблицы. Двузначные                                                                             | М.: «Книга»                                                                   | Сост. Ю. Н. Столяров                               |
| 25            | 1992        | Таблица авторских знаков двоичных                                                                         | М.: «Либерея»                                                                 | Под ред. проф. Ю. Н. Столярова, ISBN 5-85129-064-1 |

### Трёхзначные таблицы
| Номер издания | Год издания | Название | Город, издательство                  | Примечание                                         |
| ------------- | ----------- | --- | ------------------------------------ | -------------------------------------------------- |
| 1             | 1931        | Трёхзначные авторские таблицы по методу Кеттера, согласованные и соединенные с двухзначными в обработке для русских библиотек. (Выборки) | М.; Л.: Соцэкгиз                     |                                                    |
| 2             | 1932        | Трёхзначные авторские таблицы по методу Кеттера, согласованные с двухзначными. С приложением двухзначных таблиц для иностранных языков   | М.; Л.: Соцэкгиз                     |                                                    |
| 3             | 1940        | Трёхзначные авторские таблицы по методу Кеттера, согласованные и соединённые с двухзначными                                              | М.: Изд-во Всесоюзной книжной палаты |                                                    |
| 4             | 1954        | Трёхзначные авторские таблицы. Согласованные и соединённые с двухзначными                                                                | М.: Изд-во Всесоюзной книжной палаты | Под ред. Ю. В. Григорьева                          |
| 5             | 1961        | Трёхзначные авторские таблицы, согласованные и соединённые с двузначными. С приложениями двузначных таблиц для иностранных языков        | М.: Изд-во Всесоюзной книжной палаты | Под ред. Ю. В. Григорьева                          |
| 6             | 1965        | Трёхзначные авторские таблицы, согласованные и соединённые с двузначными. С приложениями двузначных таблиц для иностранных языков        | М.: «Книга»                          | Под ред. проф. Ю. В. Григорьева                    |
| 7             | 1993        | Эластичные таблицы авторских знаков для кириллицы и латиницы                                                                             | М.: «Либерея»                        | Под ред. проф. Ю. Н. Столярова, ISBN 5-85129-005-6 |

## Достоинства и недостатки

### Достоинства
- Авторские знаки экономят время библиотекарей при расстановке книг, их поиске и выдаче читателям.
- Единая система кодирования не зависит от конкретной библиотеки. Так, например, единство шифров позволяет безболезненно сливать книжные фонды при укрупнении библиотек.

### Недостатки
- Авторские знаки критиковались за их недостаточную определённость. Так, один и тот же авторский знак получают не только авторы однофамильцы, но и авторы, чьи фамилии начинаются с одинаковых букв (например, Станиславский и Станюкович кодируются общим авторским знаком С764)[4]. А существующие способы детализации авторских знаков слабо стандартизированы и излишне усложняют систему кодирования, лишая её простоты[4].
- Другая проблема возникает в случае, если имя автора имеет несколько разных написаний, которые используются в разных изданиях (например, Брем и Брэм или Гашек и Хашек). Согласно правилам[9], для кодирования надо использовать наиболее часто встречающийся вариант, что определить возможно далеко не всегда. В результате это может привести к ошибкам, когда книги одного автора окажутся на разных полках.
- Авторский знак кодируется по фамилии первого автора, если авторов трое и меньше и по названию книги, если их больше трёх. Этот подход не очень логичен и обоснован, так как от имён второго и последующих авторов авторский знак всё равно никак не зависит. Логичнее было бы кодировать сборники произведений разных авторов по названию, а книги написанные в соавторстве по первому автору без учёта их числа.
- Отсутствуют таблицы для букв Ё, Й, Ъ, Ы и Ь. Правила[9] рекомендуют для авторов/заглавий с буквы Ё использовать таблицы для Е, для буквы Й таблицы для И, для Ъ, Ы и Ь — таблицы для Щ. Кроме того, внутри слогов буквы Е и Ё рассматриваются как одна и та же буква[9]; аналогично для букв И и Й[9].
- В русском языке сильно варьируется частотность употребления букв алфавита. Например, фамилий или названий книг, начинающихся на буквы «К» или «П», во много раз больше, чем фамилий/названий, первая буква которых «Щ» или «Ю». Однако в авторских таблицах Хавкиной «ёмкость» для разных букв алфавита одинакова, в результате в один авторский знак может попасть несколько тысяч наименований книг, а какие-то авторские знаки вообще могут оказаться неиспользуемыми[6].
- Для неспециалиста не всегда очевидно, как отличить написание имени от написания фамилии у некоторых иностранных авторов, что затрудняет кодирование и может приводить к ошибкам. Мало того, иногда сами правила в качестве примеров приводят явно неверное кодирование; так, например, книги Артура Конан Дойла правила рекомендуют кодировать как К64[9], хотя «Конан» — это не часть фамилии, а среднее имя.
- Названия на латинице необходимо транслитерировать на кириллицу, чтобы закодировать. Соответственно, возможны расхождения (например, название книги «Windows для чайников» можно транскрибировать и как «Виндовс» (В48) и как «Уиндоуз» (У37)).
- Авторские знаки, жёстко зарезервированные исключительно для некоторых конкретных авторов, являются нелогичными, непоследовательными, усложняют классификацию и автоматизированный поиск.
- Разные издания авторских таблиц Хавкиной сильно отличаются друг от друга. Библиотека, начав работать с одной версией таблиц, становится, по сути, их заложником[13]. Так, например, ЦГПБ имени В. В. Маяковского в Санкт-Петербурге продолжает использовать устаревшие трёхзначные таблицы Хавкиной 1940 года издания, так как переход на более современную версию таблиц потребовал бы трудоёмких перестановок практически всех фондов[13].